# Ispaster
Ispaster è un comune spagnolo di 613 abitanti situato nella comunità autonoma dei Paesi Baschi.